# HTC 퍼스트
HTC 퍼스트(HTC First)는 HTC 코퍼레이션에서 제조/판매하는 안드로이드 스마트폰이다.
2013년 4월 4일, 중화민국에서 열린 자사 신제품 발표회 발표되어, 2013년 4월 12일 미국을 시작으로 출시되었다.

## 특징
페이스북과 HTC 코퍼레이션이 공동개발한 스마트폰으로, 페이스북홈이 제품내에 기본탑재되어 있다.

## 같이 보기
HTC 휴대 전화 목록